# Холодный ствол
Холодным стволом или Выстрелом из холодного ствола называется выстрел из смазанного, холодного и очищенного оружия. Точка попадания  у холодного ствола выше, чем у горячего. Происходит это в большей степени не из-за температуры ствола, а от того, что ствол «свежечищенный» и в нем присутствует смазка — пуля выходит с большей начальной скоростью. Холодный отрыв  — это отрыв следа пули от последующей группы попаданий. Например, военные и полицейские снайперы в отличие от спортсменов, чаще пристреливают по холодному стволу, так как им очень важно попадание с первого выстрела.
Есть понятие — прожжение. Прожжение — это не только нагрев ствола, но и сжигание остатков смазки в канале ствола за счет первых выстрелов. Происходит на чистом «холодном» стволе, при этом сам выстрел называют прожоговым.
Создание баллистической таблицы на холодном стволе в отличие от горячего происходит следующим образом — после выстрела винтовка остывает, затем её чистят, смазывают и производят следующий выстрел.
Иногда можно встретить несколько другое понятие холодного ствола, пример — «При проведении операции у снайпера нет возможности произвести пристрелочный или проверочный выстрел, таким образом, выстрел из холодного ствола проверяет и стрелка и его вооружение и их способность поразить цель с первого выстрела». То есть здесь речь идет не о физическом состоянии ствола, а о системе патрон/оружие/стрелок и возможности поражения цели первым выстрелом без пристрелки.
Не стоит путать понятие "холодный ствол", которое подразумевает под собой изменение внешней баллистики пули с понятием "холодная пристрелка" - процесс пристрелки оружия, при котором используются не боевые патроны, а лазерный целеуказатель по форме патрона вставляющегося в патронник.